# Ginseng

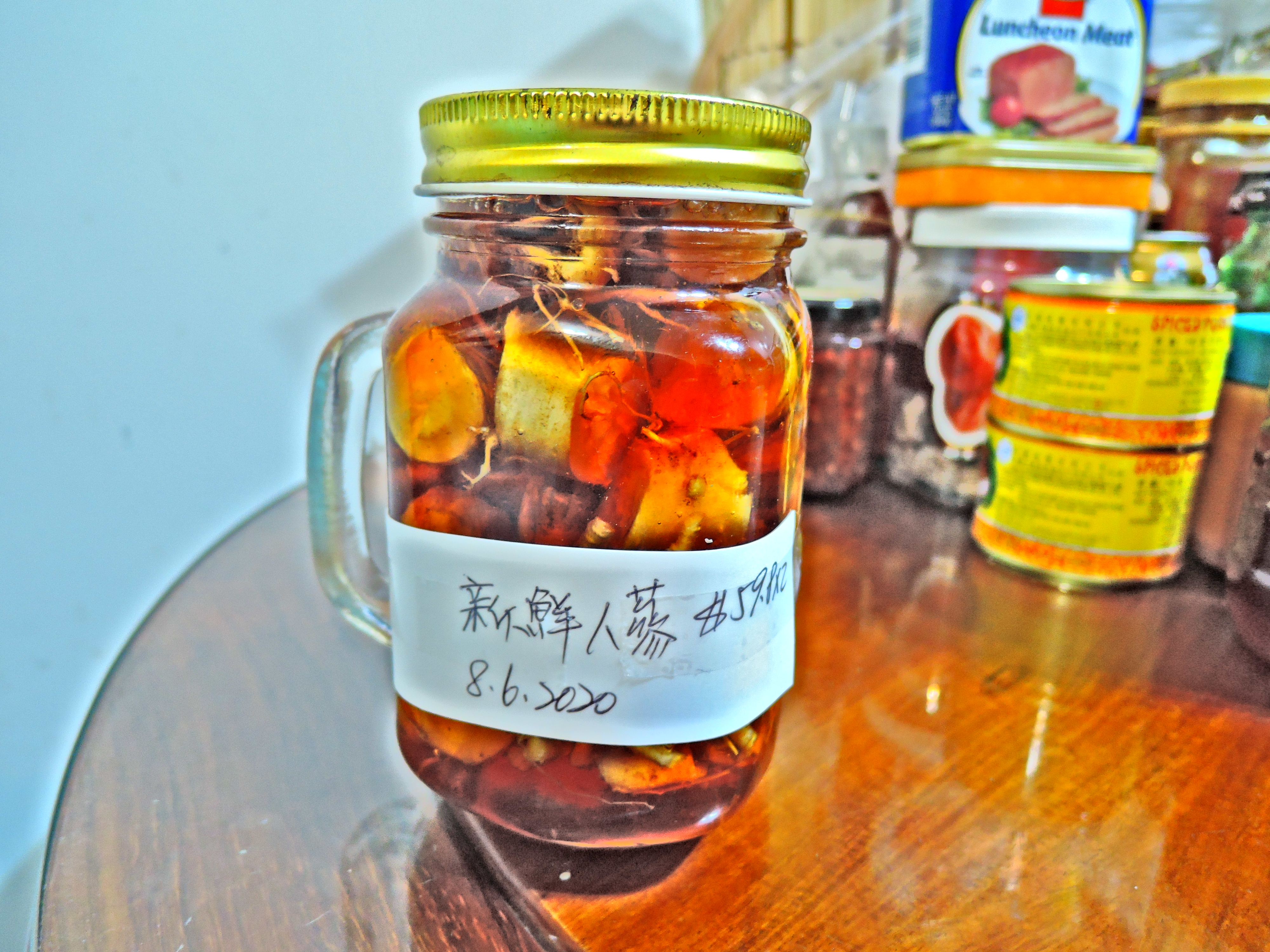
Frischer Ginseng, in Honig eingelegt

Ginseng (Panax ginseng), auch Asiatischer Ginseng oder Chinesischer und Koreanischer Ginseng genannt und trivial unter anderem als Gilgen, Samwurzel oder Kraftwurzel bezeichnet, ist eine Pflanzenart aus der Familie der Araliengewächse (Araliaceae). Sie kommt hauptsächlich in Gebirgs- und Waldregionen im nördlichen Korea, im nordöstlichen China und im südöstlichen Sibirien vor. Zur Gewinnung der Wurzeln als Basis für die Erzeugung von medizinisch-pharmazeutischen Produkten wird sie weltweit kultiviert. Neben dieser ostasiatischen Art werden weitere Arten der Gattung Panax (z. B. Chinesischer Ginseng: Panax pseudoginseng bzw. Panax notoginseng) und einige gattungsfremde Pflanzenarten trivial ebenfalls als Ginseng bezeichnet.

## Beschreibung

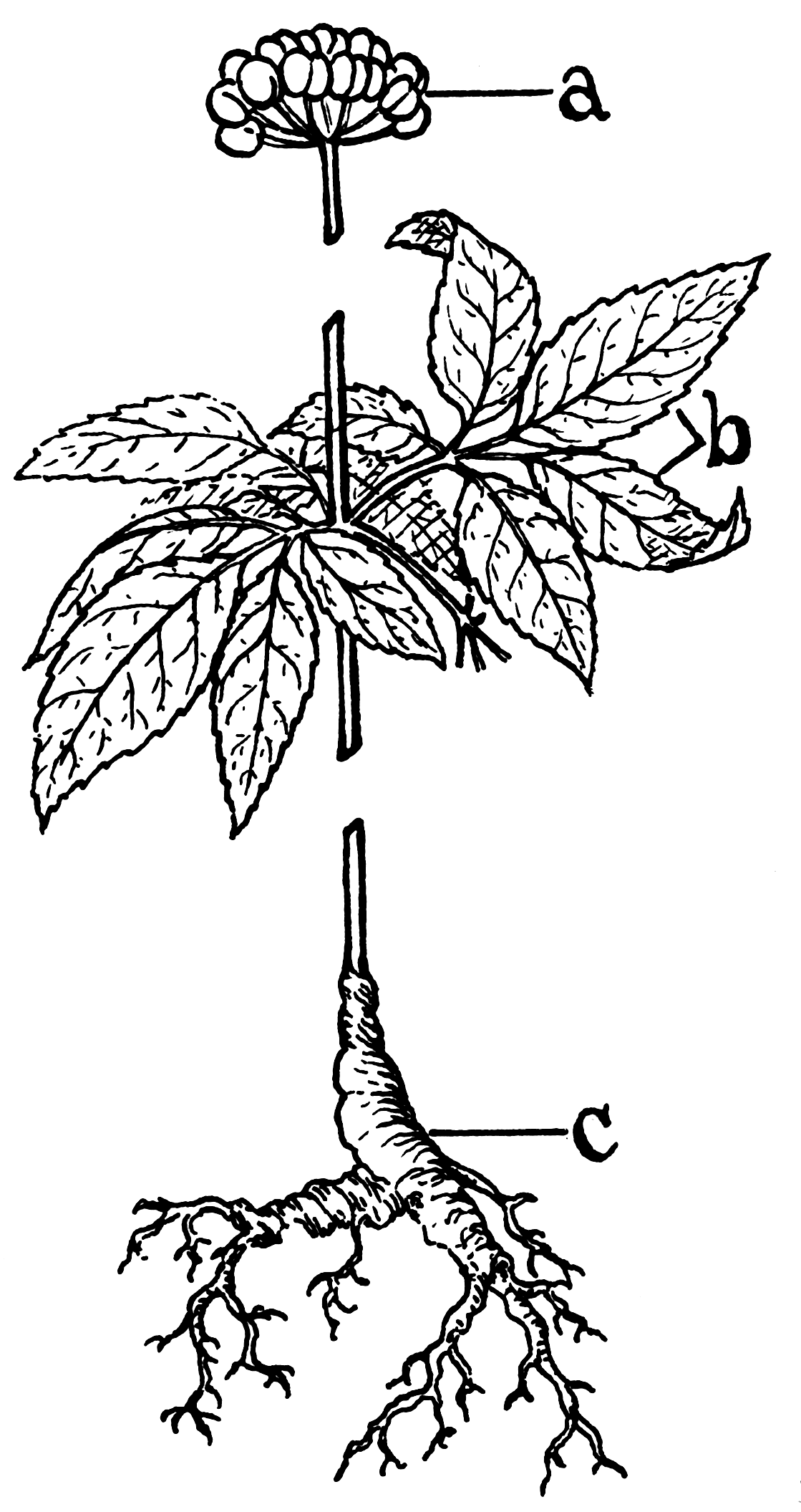
Illustration

### Vegetative Merkmale
Ginseng wächst als ausdauernde krautige Pflanze und erreicht Wuchshöhen von etwa 30 bis 60 cm. Der „Wurzelstock“ besteht meist aus ein bis zwei Bündeln spindelförmiger oder zylindrischer Wurzeln. Der aufrechte Stängel ist rund und kahl.
Drei bis sechs langgestielten Laubblätter stehen in nur einem Wirtel zusammen an der Spitze des Stängels. Die Blattspreite ist drei- bis meist fünffingrig zusammengesetzt. Die Blättchenunterseiten sind kahl und auf den Oberseiten sitzen spärlich etwa 1 mm lange, borstige Haare (Trichome). Die kurz gestielten, eiförmigen bis verkehrt-eiförmigen Blättchen sind ledrig und spitz bis zugespitzt, die Ränder sind fein gesägt. Das zentrale Blättchen ist mit einer Länge von 8 bis 12 cm und einer Breite von 3 bis 5 cm elliptisch bis länglich-elliptisch. Die seitlichen Blättchen sind mit einer Länge von 2 bis 4 cm und einer Breite von 1,5 bis 3 cm eiförmig bis rhombisch-eiförmig.

### Generative Merkmale
Jede Pflanze bildet einen endständig auf einem 15 bis 30 cm langen (meist länger als die Blattstiele) Blütenstandsschaft einen doldigen Blütenstand mit 30 bis 50 Blüten. Die Blütenstiele sind 0,8 bis 1,5 cm lang. Die kleinen, weißlich-grünen und zwittrigen Blüten sind fünfzählig mit doppelter Blütenhülle. Der Kelch ist nur klein. Es ist nur ein Kreis mit fünf Staubblättern vorhanden. Zwei Fruchtblätter sind zu einem unterständigen Fruchtknoten verwachsen. Es sind zwei freie, kurze Griffel vorhanden. Es ist ein Diskus vorhanden.
Die bei Reife scharlachrote, zweisamige Steinfrucht ist mit 4 bis 5 mm × 6 bis 7 mm seitlich zusammengedrückt und elliptisch, nierenförmig oder rundlich. Die halbkreis- bis nierenförmigen Samen sind weiß.
Die Chromosomenzahl beträgt 2n = 48.

### Identifizierung
Panax ginseng ähnelt den anderen Arten der Gattung, besonders dem Amerikanischen Ginseng Panax quinquefolius und einigen Varietäten des Japanischen Ginseng Panax japonicus, mit denen er eine Artengruppe bildet. Er kann von Panax japonicus durch den Wurzelstock unterschieden werden (bei diesem horizontal wachsend), von Panax quinquefolius am längeren Blattstiel und der feineren Zähnung des Blattrands. Die anderen Arten der Gattung kommen in den Gebirgen Südchinas und Nordvietnams bzw. in Nordamerika, weitab vom Verbreitungsgebiet des echten Ginsengs, vor.
Die angebauten Pflanzen des Ginseng sind Kultivare, die sich von der Wildform unterscheiden. Es sind eine Reihe von Zuchtlinien entwickelt worden, die z. T. als Sorten registriert worden sind. Vor allem zur Identifizierung verarbeiteter Pflanzen wurden molekulare Methoden zur Sortenbestimmung entwickelt.

## Verbreitung und Ökologie
Ginseng besiedelt Mischwälder und sommergrüne Laubwälder in den nordöstlichen chinesischen Provinzen Heilongjiang, Jilin, Liaoning, weiters den Norden Koreas und den südlichsten Teil der russischen Region Primorje. Darüber hinaus wird die Art in gemäßigten Zonen mehrerer Kontinente kultiviert. Innerhalb seines natürlichen Verbreitungsgebiets ist er die einzige Art der Gattung, nur selten kommt hier heute auch der kultivierte und verwilderte Panax quinquefolius (als Neophyt) vor.
Das Washingtoner Artenschutzübereinkommen CITES führt die russischen Vorkommen von Ginseng (Panax ginseng) in Anhang 2 als schutzbedürftig. Der weltweite Handel mit Wurzeln dieser Population wird in Form von Ein- und Ausfuhrgenehmigungen überwacht, wobei der Nachweis über die Unschädlichkeit für den Bestand der Art erbracht werden muss.

## Systematik
Panax ginseng wurde 1843 durch Carl Anton von Meyer in Bulletin de la Classe Physico-Mathématique de l’Académie Impériale des Sciences de Saint-Pétersbourg 1, S. 340 veröffentlicht. Synonyme für Panax ginseng C.A. Meyer sind: Aralia ginseng (C.A. Meyer) Baill., Aralia quinquefolia (L.) Decne. & Planch. var. ginseng (C.A. Meyer) Anonymous, Panax quinquefolius L. var. ginseng (C. A. Meyer) Regel & Maack, Panax schin-seng T. Nees.

## Etymologie und Trivialnamen

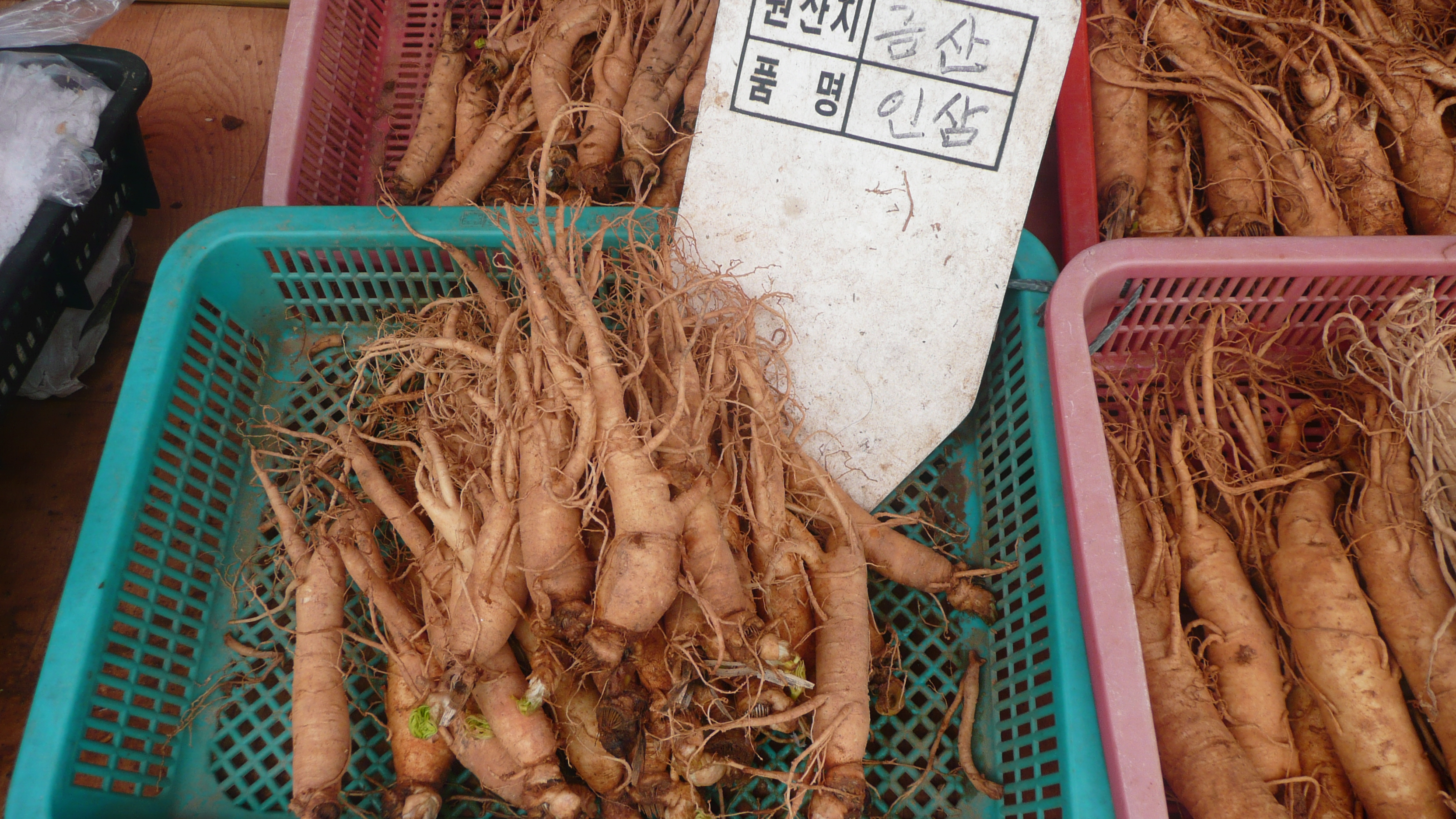
Koreanischer Ginseng: Insam (인삼)

Die Bezeichnung Ginseng und das Epitheton in Panax ginseng stammt von renshen (chinesisch 人參 / 人参, Pinyin rénshēn) ab. Die Bezeichnung Panax für die Gattung leitet sich über das Lateinische vom Griechischen panax her und bedeutet so viel wie Allheilmittel.
Neben dieser Art werden trivial weitere Arten der Gattung Panax, ebenso einige gattungsfremde Arten als auch aus ihnen hergestellte Produkte undifferenziert als Ginseng bezeichnet. In der Literatur findet man mehrere Trivial- und handelsübliche Bezeichnungen wie die aus dem Englischen stammenden Namen Asiatischer Ginseng, Chinesischer Ginseng oder Koreanischer Ginseng, weiters Echter Ginseng, Gilgen, Samwurzel, Kraftwurz, Allheilkraut, Allheilwurzel, Kraftwurzel, Panaxwurzel und Schinsengwurzel. Zuweilen wird ein Teil dieser Namen auch als Bezeichnung für die Gattung Panax angeführt.
Gattungsfremde, den Namen Ginseng verwendende Arten sind beispielsweise der Sibirische Ginseng (Eleutherococcus senticosus), der Indische Ginseng (Withania somnifera) und der Brasilianische Ginseng (Hebanthe erianthos).

## Geschichte des Ginsengs
Der Ginseng wird schon seit Jahrtausenden sowohl in der traditionellen chinesischen als auch in der koreanischen Medizin als Heilmittel verwendet. Die erste schriftliche Erwähnung findet sich etwa im Jahre 40 vor Christus. Die Ginsengwurzel galt damals und auch heute noch in Asien als Sinnbild für Gesundheit und langes Leben. Sie war in früherer Zeit daher nur Königen bzw. Kaisern, hohen Adligen und ihren engsten Gefolgsleuten vorbehalten. Dadurch war die Wurzel wertvoller als Gold.
Im Chinesischen heißt die Ginsengwurzel, der wie der europäischen Alraunwurzel menschenähnliches (anthropomorphes) Aussehen zugesprochen wurde, rénshēn (人參 / 人参,  rénshēn, Jyutping jan4sam1, auch 參 / 参,  shēn, Jyutping sam1, veraltend 蔘 / 参), übersetzt etwa „Menschen-Ginsengwurzel“ bzw. „menschenförmige Ginsengwurzel“. In Korea werden diese chinesischen Zeichen insam (인삼) gelesen, wobei die Bedeutung gleich bleibt. Immer noch wird der Ginseng in der asiatischen Medizin hoch geschätzt und verwendet.
Erst im 17. Jahrhundert wurde die Ginsengwurzel in Europa populär. Zuvor schon wurde die Pflanze von arabischen Seeleuten in das maurische Spanien gebracht, aber im Laufe der Zeit wieder vergessen. Vor allem durch niederländische Seeleute wurde sie wieder gebräuchlich.
Im 20. Jahrhundert wurde der Ginseng aufgrund seiner nachgewiesenen Wirkungen als Heilpflanze auch von der Hochschulmedizin anerkannt.

## Anbau und Verwendung

### Anbau

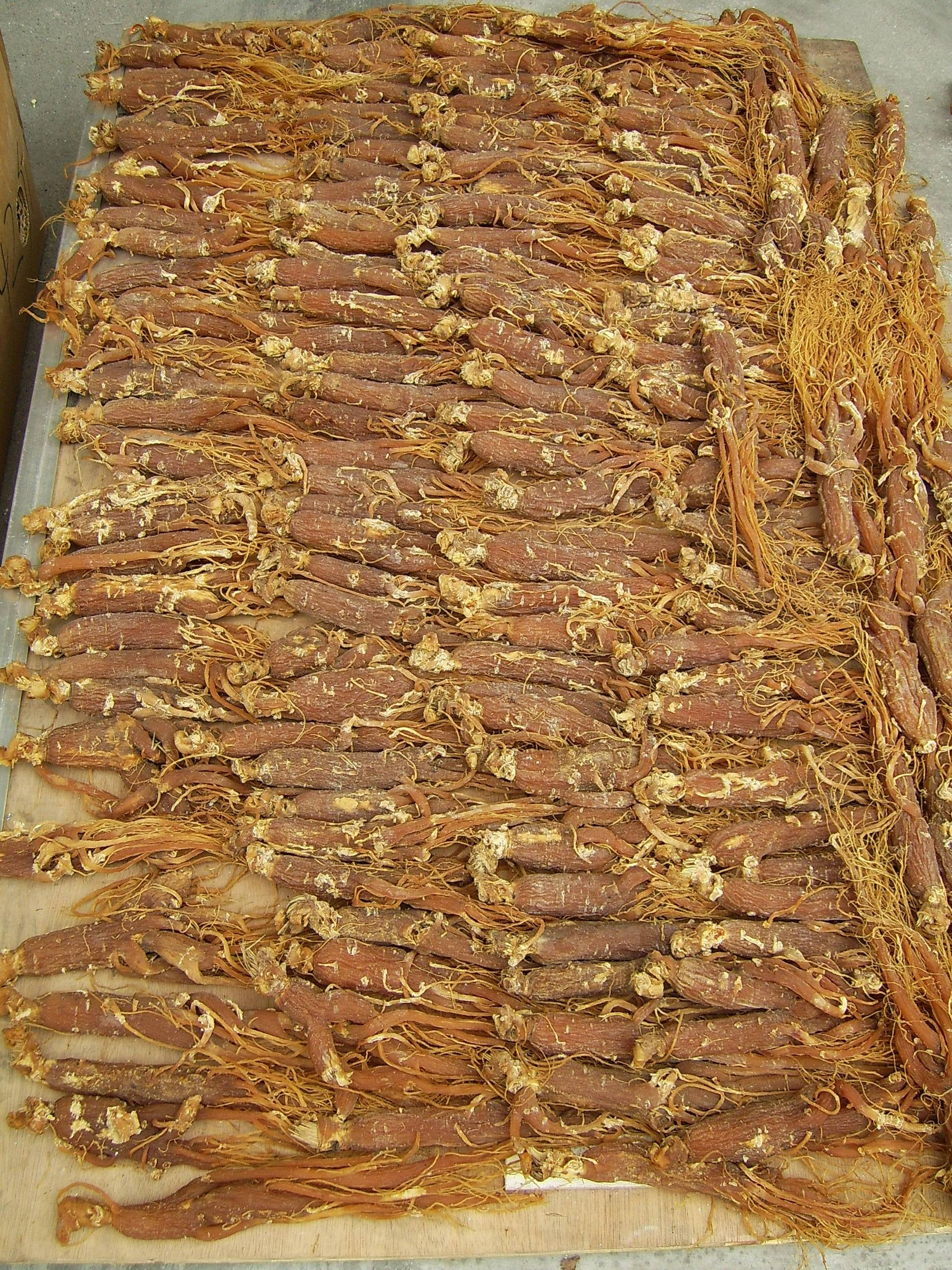
Roter Ginseng

Schon früh nutzten die Koreaner den in der Wildnis ausgegrabenen Ginseng zu medizinischen Zwecken.
Versuche zur Kultivierung von Ginseng in Korea begannen um 11 v. Chr. durch Verpflanzungen von Wildginseng. Diese setzten sich um 1122 n. Chr. mit Versuchen der Vermehrung aus gewonnenen Samen fort.
Der Legende nach soll am Fuße des Berges Jinaksan vor etwa 1500 Jahren die Ginsengpflanze das erste Mal kultiviert worden sein. Der Berggott soll einem jungen Mann im Traum den Weg zu dieser Pflanze gezeigt haben. Die Wirkung dieser Pflanze soll, so die Legende, seine todkranke Mutter geheilt haben. Daraufhin soll der junge Mann mit dem Ginsenganbau begonnen haben.
Um eine ausreichende Versorgung zu gewährleisten, begann man in Korea mit dem Anbau, der wiederum zur Entwicklung von Methoden zur Lagerung und Verarbeitung führte. Roter Ginseng wurde erstmals 1080 in der Goryeo-Zeit hergestellt. 1556, während der Joseon-Dynastie, wurde die Produktion seitens der Regierung kontrolliert.
Heutzutage wird Ginseng in Plantagen angebaut. Der Ginsenganbau ist mühsam und erfordert neben den notwendigen Kenntnissen vor allem Geduld. Die Saat findet im Herbst statt. Auf dafür geeigneten Böden wird die Pflanze unter Abdeckungen gezogen, die vor der Sonne schützen – wilder Ginseng wächst ausschließlich in schattigen Wäldern. Der Anbau erfolgt auch heutzutage hauptsächlich von Hand. Ein koreanisches Sprichwort sagt, der Ginseng möchte ständig die Schritte des Bauern hören. Dies deutet auf die arbeits- und zeitintensive Pflege des wachsenden Ginsengs hin.
Die Ginsengpflanze benötigt zwei Jahre zum Keimen. Im dritten Jahr blüht Ginseng. In roten Beeren wachsen die Samen für die nächste Saat heran. Nach frühestens drei meist jedoch nach vier Jahren können die Wurzeln geerntet werden. Die dreimonatige Erntezeit ist im Herbst. Mit speziellen Ginsenghacken werden die Wurzeln aus der Erde ausgegraben. Je älter die Pflanze, desto besser. Daher ist eine optimale Wirkung erst nach sechs bis sieben Jahren zu erwarten. Begehrt ist wilder Ginseng, dem größere Heilkraft nachgesagt wird, dessen heutige übermäßige Ernte jedoch in Bezug auf den Artenschutz sehr problematisch ist. Als Alternative zum Wildginseng wird in den USA derzeit mit dem extensiven Anbau in Wäldern experimentiert. Für große Wurzeln, die entsprechend oft zehn Jahre und älter sind, werden erhebliche Preise gezahlt.
Zur Herstellung von rotem Ginseng wird sechs Jahre alter Ginseng nach dem Dämpfen so lange getrocknet, bis der Wassergehalt weniger als 14 Prozent beträgt. Während des Trocknens verändern die Wurzeln ihre Farbe und werden hart und dunkelbraun. Grund hierfür ist das Karamellisieren des enthaltenen Zuckers. Der niedrige Wassergehalt schützt vor Verunreinigungen, Schimmel und Bakterien und ermöglicht eine leichte Lagerung und einen einfachen Transport.
Die Kultivierung von Ginseng in Plantagen war eine Folge des vermehrten Bedarfs und der Verknappung der Bestände und erfolgte vorerst in den Ursprungsländern Korea, den chinesischen Provinzen Hebei und Shanxi sowie im russischen Primorje. Heute wird Ginseng auf mehreren Kontinenten in Ländern der gemäßigten Zonen wie Japan, im Kaukasus, in Australien und Mitteleuropa angebaut.
Anfang der 1980er Jahre wurde mit dem Ginsenganbau in Deutschland begonnen. In der Lüneburger Heide bei Walsrode-Bockhorn gelang es, echten koreanischen Ginseng zu kultivieren. Im brandenburgischen Gräfendorf wird Ginseng seit Beginn der 2000er Jahre angebaut. In der Schweiz wird Ginseng 'biologisch' angebaut.

### Tradition
Jährlich zur Erntezeit, das heißt im Herbst, findet seit dem Jahr 1981 in Geumsan in der südkoreanischen Provinz Chungcheongnam ein Ginsengfestival statt.

### Medizin
Als Medizin verwendet werden die Wurzeln der vier bis sieben Jahre alten Pflanzen. Je nach Verarbeitung unterscheidet man zwei Sorten:
- Der weiße Ginseng: die Wurzel wird nach der Ernte geschält, gebleicht und getrocknet.[22] Heutzutage gibt es aber auch weißen Ginseng, der nicht geschält und gebleicht wird, dadurch behält er mehr Inhaltsstoffe.
- Der rote Ginseng: die frische Wurzel wird nach der Ernte mit Wasserdampf behandelt und dann getrocknet.[22]

### Wirkung
Ginseng gilt als Adaptogen, als Stärkungsmittel. Es gibt einzelne Studien, die andeuten, dass Ginseng die körpereigene Abwehr gegen Stress und Krankheit steigern könnte.
Aus Experimenten mit Tieren liegen Hinweise vor, dass Ginseng gegen Abgeschlagenheit und Stress wirkt sowie das Lernvermögen und die Gedächtnisleistung steigert. Klinisch zeigen standardisierte Ginsengextrakte in wenigen Studien eine Wirkung zur Verbesserung des körperlichen Leistungsvermögens bei Müdigkeit, Schwäche- und Erschöpfungszuständen. Dabei sollen das Immunsystem gestärkt und die geistige Leistungsfähigkeit unterstützt werden.
Die mögliche Schutzwirkung von Ginseng zeigt sich hauptsächlich in zwei Weisen: Die immunmodulatorischen Wirkungen von Ginseng helfen bei der Verminderung und/oder Verhinderung stressbedingter Infektionserkrankungen, darunter grippale Infekte (Erkältungskrankheiten) und die echte Grippe (Influenza). Trotz einer Reduktion der Infekthäufigkeit gibt es aufgrund der methodischen Unterschiede in den Studien noch keine verlässliche Aussage zur Wirksamkeit von Ginseng auf HNO-Infekte.
Zudem wirkt sich Ginseng in einigen wenigen Studien positiv auf Stimmungslage und auf die kognitiven Funktionen aus. In der Gesamtheit methodisch ausreichender Studien gibt es aber keine belastbaren Hinweise auf kognitive Vorteile.
Darüber hinaus ist Ginseng auch als natürliches Potenzmittel bekannt.
Ginsengpräparate sind als Tonikum und Geriatrikum im Handel. Ginseng wird angewendet als Stärkungs- und Kräftigungsmittel bei Müdigkeits- und Schwächegefühlen sowie bei nachlassender Leistungs- und Konzentrationsfähigkeit (siehe auch Deutsches Arzneibuch oder Europäisches Arzneibuch).
In einer Metastudie zeigten Ginseng-Präparate keinen Effekt auf die Blutfettwerte beim Menschen.
Ginseng-Präparate sind gering an Nebenwirkungen. Ginsengpräparate beeinflussen die Blutgerinnung und können zu einer verlängerten Blutungszeit führen. Deshalb ist vor operativen Eingriffen die Einnahme dem Chirurgen mitzuteilen.
Bei Symptomen wie dauerhafter Müdigkeit und Schwäche sollten ernsthafte Krankheiten durch einen Arzt ausgeschlossen werden.
Als Ersatz werden die Wurzeln der Dang Shen (Codonopsis pilosula) verwendet.

### Nahrungsmittel
Die weltweit größte Produktionsstätte für roten Ginseng ist die KGC-Ginseng-Fabrik im Buyeo-gun, Provinz Chungcheongnam, Südkorea. Ginseng wird zu einer Vielzahl von Produkten wie Suppen und Getränken verarbeitet. An erster Stelle steht Tee, einmal als Instant-Pulver in Portionstütchen und dann als dickes, sirupähnliches Konzentrat, das bitter schmeckt und traditionell mit Honig gesüßt wird. Mit Alkohol aufgesetzt ergibt Ginseng einen Schnaps. Ginseng-Kapseln und Ginseng-Seife sind weitere Produkte.
Frittierte Ginsengwurzeln können mit Sirup versüßt gegessen werden.
Sehr verbreitet ist die Verwendung von Ginseng für Samgyetang. Dabei handelt es sich um eine Hühnersuppe mit Ginseng.
Bonbons und Kekse aus Ginseng sowie kandierte Ginsengwurzeln und Ginsengwein sind ebenfalls Produkte, die in Südkorea zum Nahrungsmittelalltag gehören. Häufig werden Ginsengwurzeln in Soju eingelegt.
Laut einer Untersuchung ist roter Ginseng das bei Touristen beliebteste Mitbringsel aus Korea.